# ウィルヘルミナ・ボンブレーメン
ウィルヘルミナ・ボンブレーメン（Wilhelmina von Bremen, 1909年8月13日 - 1976年7月16日）は、アメリカ合衆国の陸上競技選手。1932年ロサンゼルスオリンピックの金メダリストである。

## 経歴
ボンブレーメンは、1932年ロサンゼルスオリンピックに出場。女子100mでは、ポーランドのスタニスラワ・ワラシェビッチ、カナダのイルダ・ストリクに次いで3位となり銅メダルを獲得。さらに、メアリー・カルー、エベリン・ファーチそしてアネット・ロジャースとともにアメリカチームの一員として出場した女子4×100mリレーでも、金メダルを獲得した。